# 通鑑體
通鑑體，東亞史書的體例之一，最早是踵《春秋》之編年體的形式存在，日後衍生出長編體、紀事本末體、綱目體等。
元豐七年（1084年）司馬光編著《資治通鑑》刊行以來，各類通鑑體及其衍生體裁著作不斷問世，如李燾作《續資治通鑑長編》即是通鑑體的另一分支“長編體”，甚至有專替《資治通鑑》作音注、《資治通鑑》的讀書札記等書籍刊行，蔚為通鑑學。

## 發展
劉恕在當時即有《通鑑外紀》，專寫三家分晉之前的歷史。劉安世作有《音義》十卷，司馬康作《通鑑釋文》六卷，惜佚。南宋金履祥作《資治通鑑前編》、李燾的《續資治通鑑長編》、秦緗業的《資治通鑑長編拾補》；另外李心傳的《建炎以來繫年要錄》，專記宋高宗一朝史事，此書是為續李燾《續資治通鑑長編》而作。徐夢莘的《三朝北盟會編》，專記宋徽宗、欽宗、高宗三朝與金人和戰之事。
寶祐四年（1256年），胡三省登進士，並開始著述《資治通鑑音註》。日後廖瑩中聘胡三省校勘《通鑑》，以教授其弟子，胡三省又撰《雠校通鑑凡例》一文。臨安（今浙江杭州）失陷，胡三省避禍遷居新昌（今浙江新昌），手稿在逃難途中遺失。胡三省並不氣餒，“亂定反室，復購得他本爲之註，始以《考異》及所註者散入《通鑑》各文之下”。
南宋史家袁樞編輯《資治通鑑》成書《通鑑紀事本末》，開創“紀事本末體”之先河；南宋理學家朱熹著《資治通鑑綱目》一書，叙事先立“綱”，再以“節目疏之於下”，開創“綱目體”之先河，用意在標榜“正統”、“名教”之思想，並相繼有《皇朝編年綱目備要》、《中興兩朝編年綱目》、《續編兩朝綱目備要》等作品問世。清人吴乘權作《綱鑑易知錄》，即是綱目體之續作。
明人陳桱撰有《通鑑續編》，內容幾與《宋史》同，大量補充並修正《宋史》的不足與錯誤，《通鑑續編》一書亦仿綱目體。
清初王夫之著《讀通鑑論》這讀《通鑑》的心得筆記，算是史論中的傑作。清代徐乾學與萬斯同、閻若璩、胡渭等同撰《資治通鑑後編》。畢沅在徐乾學的《資治通鑑後編》基礎上又編《續資治通鑑》，當時延請學者邵晉涵、章學誠、王鳴盛、錢大昕等人參與，窮二十餘年之力，四易其稿始成。王應麟在《玉海》書裏面附有《通鑑答問》。乾隆以為李東陽《歷代通鑑纂要》一書，“以編内採錄尚未精審，特敕重加訂正，並增入明代事跡”，有意推《資治通鑑》的删節本《通鑑輯覽》，乾隆二十四年，由楊述曾充《通鑑輯覽》館纂修官，其他參修人員如朱筠、趙翼、陸錫熊、程晉芳，總校官如畢沅、紀昀等人皆一時之選。其臣下傅恆等人又將乾隆批語三百餘處，共一千九百餘則，達十五萬字之多，編入《御批歷代通鑑輯覽》一百一十六卷，卷首有乾隆御序；後來王文濡又補入清代史事，稱為《增修補正正續歷代通鑑輯覽》。近人戴逸和章開沅都曾主編《清通鑑》。

## 列表

### 中國
| 書名                       | 編著者         | 卷數         | 起迄年代                                                   |
| -------------------------- | -------------- | ------------ | ---------------------------------------------------------- |
| 《資治通鑑》               | 司馬光         | 294卷        | 三家分晉～五代末                                           |
| 《資治通鑑目錄》           | 司馬光         | 30卷         | 三家分晉至五代末的大事年表                                 |
| 《資治通鑑考異》           | 司馬光         | 30卷         | 修《通鑑》時以書證、物證、校勘等方式訂正史料真偽並給出結論 |
| 《通鑑舉要歷》             | 司馬光         | 80卷         | 《資治通鑑》的簡化版，已佚                                 |
| 《通鑑釋例》               | 司馬光         | 1卷          | 修《通鑑》時所定凡例                                       |
| 《稽古錄》                 | 司馬光         | 20卷         | 記事上始於三皇五帝，下至北宋英宗治平末年                   |
| 《歷年圖》                 | 司馬光         | 5卷          | 可視為《通鑑》的初稿作品                                   |
| 《少微通鑑節要》           | 江贄           | 50卷         |                                                            |
| 《資治通鑑釋文》           | 史炤           | 12卷         | 《通鑑》注解之作                                           |
| 《資治通鑑音注》           | 胡三省         | 294卷        | 《通鑑》注解之作                                           |
| 《通鑑釋文辯誤》           | 胡三省         | 12卷         | 糾正史炤《釋文》失誤之作                                   |
| 《通鑑地理通釋》           | 王應麟         | 14卷         | 《通鑑》地理注釋之作                                       |
| 《通鑑答問》               | 王應麟         | 5卷          | 起周威烈王，終漢元帝，摭引《通鑑》原文，設為答答，闡解己意 |
| 《通鑑問疑》               | 劉羲仲         | 1卷          | 論三國至南北朝史事                                         |
| 《資治通鑑外紀》           | 劉恕           | 10卷         | 記三家分晉以前史事                                         |
| 《資治通鑑外紀目錄》       | 劉恕           | 5卷          | 三家分晉以前的大事年表                                     |
| 《資治通鑑前編》           | 金履祥         | 21卷         | 改寫《通鑑外紀》                                           |
| 《續資治通鑑長編》         | 李燾           | 980卷        | 記宋太祖建隆元年至宋欽宗靖康二年共九朝168年史事            |
| 《續資治通鑑長編舉要歷》   | 李燾           | 68卷         | 《續資治通鑑長編》的簡化版，已佚                           |
| 《建炎以來繫年要錄》       | 李心傳         | 200卷        | 記宋高宗建炎元年（1127）至紹興三十二年（1162）共36年的史事 |
| 《續宋中興編年資治通鑑》   | 劉時举         | 15卷         | 南宋高宗建炎元年到寧宗嘉定十七年的近百年歷史               |
| 《三朝北盟會編》           | 徐夢莘         | 250卷        | 記載北宋末至南宋初徽宗、欽宗、高宗三朝歷史                 |
| 《宋元資治通鑑》           | 薛應旂         | 157卷        | 宋太祖建隆元年至元順帝至正二十七年                         |
| 《宋元資治通鑑》           | 王宗沐         | 64卷         | 宋太祖建隆元年至元順帝至正二十七年                         |
| 《資治通鑑後編》           | 徐乾學         | 184卷        | 宋太祖建隆元年至元順帝至正二十七年                         |
| 《通鑑紀事本末》           | 袁樞           | 42卷         | 將《通鑑》從編年為主改寫為記事為主的史書                   |
| 《皇宋通鑑長編紀事本末》   | 楊仲良         | 150卷        | 將《續通鑑長編》從編年為主改寫為記事為主的史書             |
| 《讀通鑑論》               | 王夫之         | 30卷         | 王夫之閱讀《資治通鑑》及歷史的議論                         |
| 《續資治通鑑》             | 畢沅           | 220卷        | 宋太祖建隆元年陳橋兵變至元順帝至正二十八年明陷大都為止     |
| 《明通鑑》                 | 夏燮           | 102卷        | 起朱元璋起兵至南明覆亡                                     |
| 《資治通鑑補》             | 嚴衍           | 294卷        | 補《資治通鑑》之書                                         |
| 《續資治通鑑長編拾補》     | 秦緗業、黃以周 | 60卷         | 補清輯本《續資治通鑑長編》之佚文                           |
| 《通鑑續編》               | 陳桱           | 24卷         | 內容幾同於《宋史》                                         |
| 《通鑑胡注表微》           | 陳垣           | 20篇         | 胡三省《通鑑注》的重要參考論著                             |
| 《白話資治通鑑》           | 黃錦鋐         | 12冊         | 台灣學者黃錦鋐主編翻譯的《資治通鑑》白話文版               |
| 《柏楊版資治通鑑》         | 柏楊           | 72冊         | 《資治通鑑》白話文版                                       |
| 《文白對照全譯資治通鑑》   | 沈志華         | 精18冊平20冊 | 中國學者沈志華主編翻譯的《資治通鑑》白話文版               |
| 《文白對照全譯續資治通鑑》 | 沈志華         | 平12冊       | 中國學者沈志華主編翻譯的《續資治通鑑》白話文版             |
| 《文白對照全譯明通鑑》     | 沈志華         | 精3冊        | 中國學者沈志華主編翻譯的《明通鑑》白話文版                 |
| 《資治通鑑全譯》           | 張舜徽         | 平70冊       | 中國學者張舜徽主編翻譯的《資治通鑑》白話文版               |
| 《清通鑑》                 | 戴逸           | 300卷        | 首部編年體清史                                             |
| 《資治通鑑續紀》           | 吳海京         | 338卷        | 趙匡胤登基～中華民國建國                                   |
| 《資治通鑑疑年錄》         | 吳玉貴         | 不分卷       | 《資治通鑑》紀事時間校勘的作品                             |
| 《資治通鑑唐紀勘誤》       | 周紹良         | 不分卷       | 考證《資治通鑑》史實問題的作品                             |
| 《通鑑隋唐紀比事質疑》     | 岑仲勉         | 不分卷       | 考證《資治通鑑》史實問題的作品                             |
| 《續資治通鑑目錄》         | 郭靄春         | 20卷         | 仿司馬光《通鑑目錄》補畢沅《續資治通鑑》大事年表的作品     |
| 《通鑑陳紀糾謬》           | 林礽乾         | 不分卷       | 考證《資治通鑑》史實問題的作品                             |

### 日本
| 書名         | 編著者                                                 | 卷數 | 起迄年代             |
| ------------ | ------------------------------------------------------ | ---- | -------------------- |
| 本朝通鑑     | 林羅山、林鵞峰                                         | 40   | 神武天皇～宇多天皇   |
| 續本朝通鑑   | 林羅山、林鵞峰                                         | 230  | 醍醐天皇～後陽成天皇 |
| 本朝通鑑前編 | 林羅山、林鵞峰                                         | 3    | 神代                 |
| 享保通鑑     | 小宮山昌世                                             | 20   | 享保元年～三十二年   |
| 日本通鑑     | 坪井正五郎、杉浦重剛、 棚橋一郎、松本愛重、 辰見小二郎 | 7    | 神武天皇～廢藩置縣   |

### 朝鮮半島
| 書名     | 編著者         | 卷數 | 起迄年代                 |
| -------- | -------------- | ---- | ------------------------ |
| 東國通鑑 | 徐居正、鄭孝恆 | 56   | 檀君朝鮮～高麗末         |
| 全史通鑑 | 李存道         | 60   | 伏羲～元末               |
| 通鑑口訣 | 不詳           | 6    | 《資治通鑑》朝鮮語口訣版 |
| 通鑑普疏 | 李逵鎔         | 1    | 三家分晉～五代末         |

### 越南
| 書名         | 編著者 | 卷數 | 起迄年代           |
| ------------ | ------ | ---- | ------------------ |
| 大越通鑑     | 武瓊   | 26   | 鴻龐氏～十二使君   |
| 大越通鑑總論 | 黎嵩   | 1    | 鴻龐氏～後黎朝初年 |

### 琉球
| 書名     | 編著者 | 卷數 | 起迄年代       |
| -------- | ------ | ---- | -------------- |
| 中山世鑑 | 向象賢 | 6    | 天孫氏～尚清王 |